# Pat Barnard
Pour les articles homonymes, voir Barnard.

a Compétitions nationales et continentales officielles uniquement.

Dernière mise à jour le 3 octobre 2011.
Patrick Christian Barnard, né le 3 juillet 1981 à Port Elizabeth est un joueur de rugby à XV sud-africain, qui joue pour le CA Brive au poste de pilier (1,83 m pour 118 kg).

## Carrière
- 2002, 2005 : Western Province (Vodacom Cup) ()
- 2002-05 :  Western Province (Currie Cup) ()
- 2002-03 : Lions (Super 12) ()
- 2003-05: Stormers (Super 12) ()
- 2005-07 : Northampton Saints (Guinness Premiership) ()
- 2007-09 : London Wasps (Guinness Premiership) ()
- 2009-2015 : CA Brive (Top 14 et Pro D2) ()

### En équipe nationale
- International -21 ans (Coupe du monde 2002)

## Palmarès
- Champion d'Angleterre : 2008